# Поляни (східні)
Поля́ни, Полянська земля (д.-рус. Полѧне) — східнослов'янське плем'я (союз племен) VI—IX ст., що за повідомленнями «Повісті минулих літ», мешкало в Центральній Наддніпрянщині — на правому березі Дніпра, між р. Россю та Ірпенем. Воно відіграло центральну роль у формуванні Київської Русі, а регіон їхнього проживання став називатися Руською Землею, яка грала роль організаторської метрополії для всієї Київської Русі. Історичність існування племені полян у Середньому Подніпров'ї є предметом дискусії. На відміну від більшості згаданих у літописі назв слов'янських етнографічних груп, назва «поляни» в часи літописця не була актуальним етнонімом, а спроби отожнити з «полянами» відомі слов'янські матеріальні культури VIII—X ст. не дали однозначних результатів.

## Повідомлення літописів
Вперше поляни згадуються в найдавнішій, недатованій частині «Повісті минулих літ». За повідомленням цього літопису, на чолі полянського союзу стояв князь Кий, а також його брати Щек і Хорив, які заснували місто Київ, що перетворився на племінний центр.
Основою господарства мешканців Центральної Наддніпрянщини було землеробство із застосуванням рала і плуга. Розвинутим були також скотарство, високорозвиненими — ремісництво, пасічництво, рибальство, полювання.
У процесі розкладу родо-племінного ладу і становлення феодальних відносин у VI—IX ст. у межах племінної території полян на землях навколо Києва утворилося політичне об'єднання, відоме з іноземних джерел як Куявія[джерело?]. Власне Київське князівство більшої частини X ст. посідало доволі скромну за розмірами територію у Середній Наддніпрянщині. На півночі, за р. Тетеревом, за декілька десятків кілометрів від м. Києва, починалася земля ще незалежного від цього князівства, величезного союзу деревлянських племен. На лівобережжі Дніпра рубежі цієї першої Київської держави простягалися на схід лише на 50-70 км. На півдні кордон князівства сягав р. Рось, тобто був за 100 км від Києва. Проте політичний вплив Києва поширювався на значно більшу територію, і залежали від нього інші союзи племен, зокрема сіверяни. Вигідне розташування на перехресті торговельних шляхів сприяло швидкому економічно-культурному розквіту князівства й забезпечило йому роль організатора державного життя на теренах усієї сучасної України.
Центром землі полян був Київ; інші її населені пункти — Вишгород, Білгород на річці Ірпінь (нині село Білогородка), Звенигород, Треполь (нині село Трипілля), Василів (нині Васильків) та інші.
Київські князі IX—X ст., на відміну від ватажків підкорених ними племен, не використовували титул «князя полян». Літопис пояснює це тим, що з часом «полян» стали йменувати «руссю». Назву «русь» використовують й іноземні джерела, яким не відоме ім'я «поляни». Зокрема, коли розповідають про морські походи русів проти наймогутнішої держави середньовічного світу — Візантії.
Наприкінці VIII ст. чи на початку IX ст. загін русів на чолі з князем Бравлином штурмом здобув візантійське місто Сурож (нинішній Судак) на Кримському півострові (у Таврії), а інше військо у 825—842 роках заволоділо візантійським містом Амастридою на малоазійському узбережжі Чорного моря. Тоді ж Київське князівство вийшло на міжнародну арену. У 839 р. посольство Русі відвідало імператора франків Людовика Благочестивого з пропозицією дружби.
Київське князівство стало ядром великої давньоруської держави — Київської Русі. Останній раз поляни згадуються в літописі під 944 роком.

## Антропологічні характеристики
Антропологічному типу давньоруського населення Середньої Наддніпрянщини, де напередодні утворення Київської Русі склався могутній полянський племінний союз, як і решті русинів, були властиві специфічні пропорції лицевого скелета (відносно низьке обличчя з низькими орбітами і досить широким носом), за якими воно відрізнялося від більш високолицих, високоорбітних і вузьконосих носіїв черняхівської культури. За даними краніології, саме в цьому регіоні, що став ядром формування «Руської землі», простежується дуже глибока лінія антропологічної спадковості.

## Варіації визначення ареалу

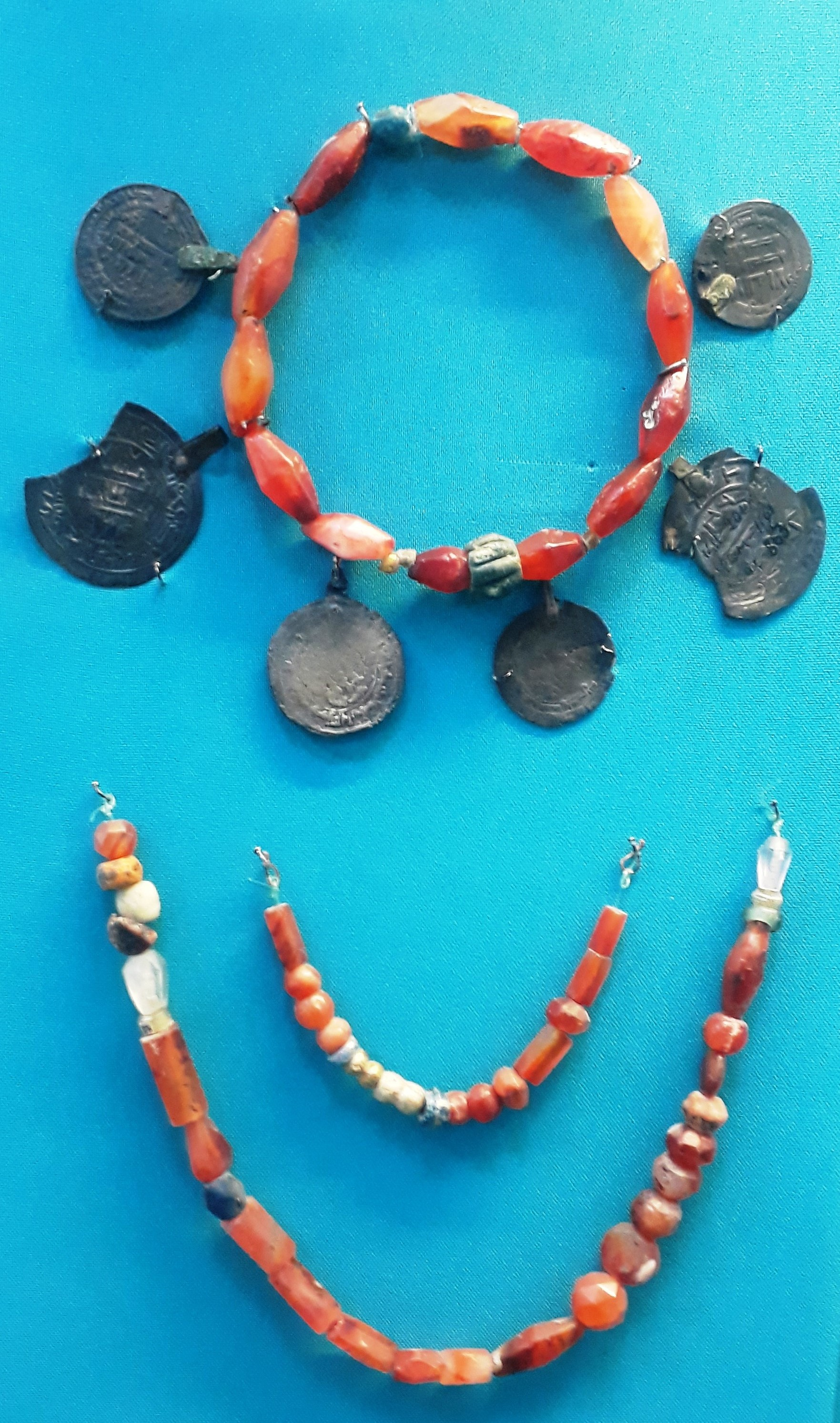
Прикраси з київського могильника IX-X ст., який деякі дослідники вважають полянським (Національний музей історії України)

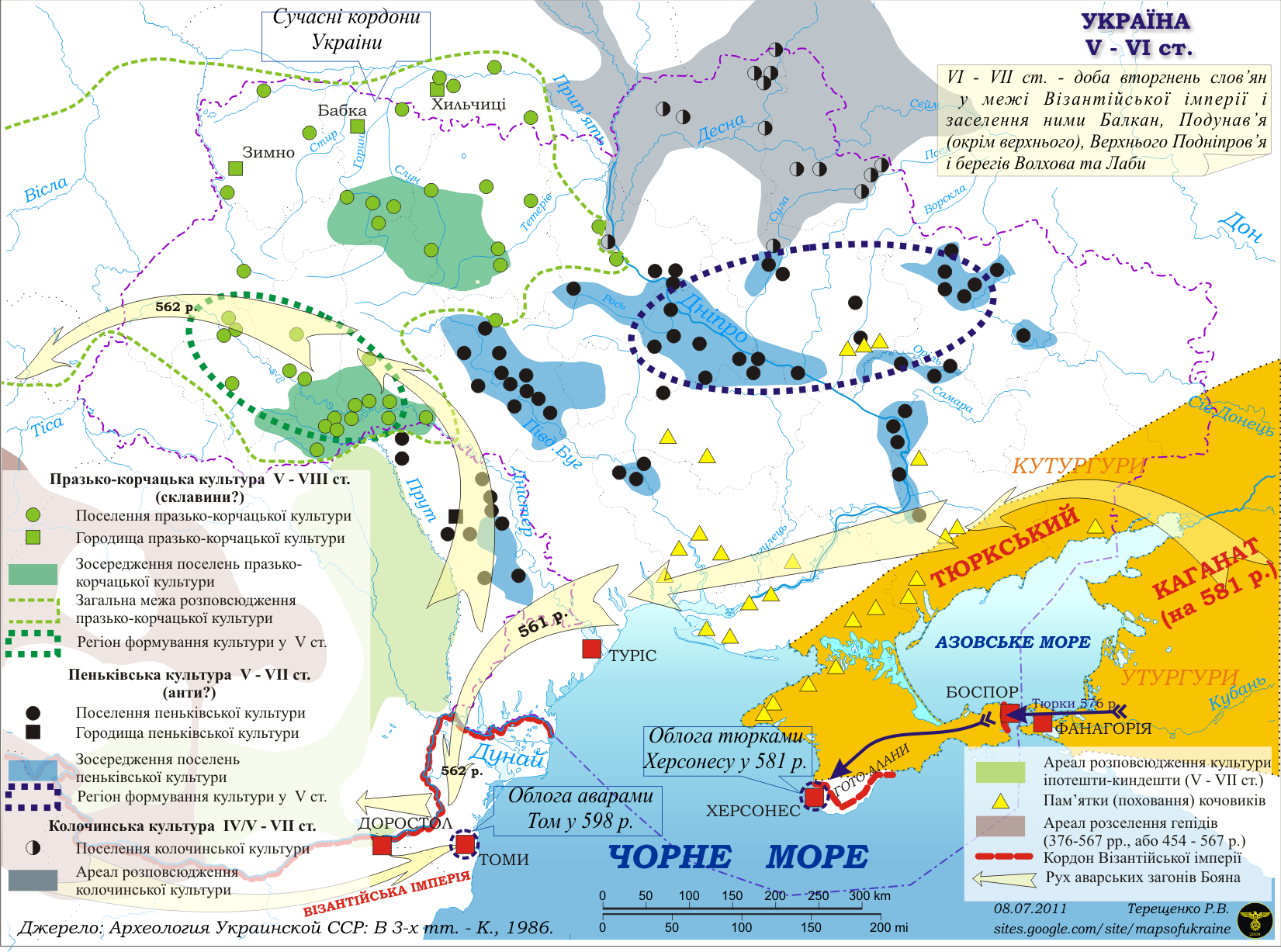
Карта України — після заснування міста Києва

Микола Корінний вважав мешканців Києва і Переяслава уличами, а існування окремого полянського союзу — міфом
До того ж не відомо, чи є назва «поляни» самоназвою, адже окрім «Повісті минулих літ» в жодних інших вітчизняних письмових джерелах його не використовують. З огляду на те, що союз з ідентичною назвою (поляни) існував на берегах р. Варти, і саме від нього отримала свою назву Польська держава, Микола Нікольський зробив висновок, що назва племінного союзу на Середній Наддніпрящині, імовірно, є запозиченням із західнослов'янських джерел, внесеним до літопису ігуменом Києво-Печерської Лаври Никоном у XII ст.. Саме Никон міг поєднати це повідомлення з інформацією з вірменського літопису VII ст. про землю «Палунь» та заснування міста Києва трьома братами (див. «Історія Києва»).
За гіпотезою Омеляна Пріцака, підтриманою Валентиною Петрашенко, справжньою назвою племен, що мешкали навколо сучасного Києва, міг бути етнонім лендзяни, згаданий Костянтином Багрянородним поруч із уличами і древлянами, у той час як інші дослідники ототожнюють лендзян з лучанами або ж волинянами.
На думку О. Толочка, історичність існування племені полян у Середньому Подніпров'ї продовжує бути предметом дискусії.